# Yaka-Schwert
Das Yaka-Schwert ist ein afrikanisches Schwert. Afrikanische Schwerter wurden in verschiedenen Ländern und von verschiedenen Ethnien Afrikas als Kriegs-, Jagd-, Kultur- und Standeswaffe entwickelt und genutzt. Die jeweilige Bezeichnung der Waffe bezieht sich auf eine Ausprägung dieses Waffentyps, die einer bestimmten Ethnie zugeordnet wird.

## Beschreibung
Das Yaka-Schwert hat eine zweischneidige Klinge. Die Klinge beginnt am Heft schmal und wird zum Ort hin breiter. Der Ort ist abgerundet. Ein breiter Hohlschliff (fälschlich Blutrinne) zieht sich fast über die gesamte Klingenlänge. Das Heft ist aus Holz und in einem traditionellen Muster geschnitzt. Der Knauf ist aus Eisen und dornförmig gearbeitet. Das Yaka-Schwert wird von den Ethnien der Yaka und Suku benutzt.